# Roger Cook (tekściarz)
Roger Frederick Cook (ur. 19 sierpnia 1940 w Fishponds) – brytyjski piosenkarz, autor tekstów piosenek oraz producent muzyczny. Współpracował z Rogerem Greenawayem.
Roger Cook i Roger Greenaway byli pierwszym brytyjskim duetem współpracującym w pisaniu tekstów piosenek, który otrzymał nagrodę Ivora Novella w kategorii „tekściarz roku” dwa lata z rzędu. Obydwaj zostali zaproszeni do Salonu Sławy Autorów Piosenek (ang. Songwriters Hall of Fame) w 2009 roku.